# Johnny Guitar
Johnny Guitar és una pel·lícula western estatunidenca del 1954 dirigida per Nicholas Ray i protagonitzada per Joan Crawford, Sterling Hayden, Mercedes McCambridge, Ernest Borgnine i Scott Brady. Va ser produïda i distribuïda per Republic Pictures. El guió va ser adaptat d'una novel·la del mateix nom de Roy Chanslor. Ha estat doblada al català.
El 2008 Johnny Guitar va ser seleccionada per la conservació al National Film Registry dels Estats Units per la Biblioteca del Congrés dels Estats Units com a "important culturalment, històricament o estèticament".

## Trama
Als afores d'una ciutat de ramaders d'Arizona arrasada pel vent, una propietària d'un salóagressiva i de voluntat forta, que es diu Vienna, manté una relació volàtil amb els ramaders i la gent del poble. No només dona suport al ferrocarril que s'instal·la a prop (els ramaders s'hi oposen), sinó que permet que "The Dancin' Kid" (el seu antic amor) i els seus confederats freqüentin el seu saló.
Els locals, encapçalats per John McIvers i animats per Emma Small (una antiga rival de Vienna per l'afecte de Dancin' Kid) estan decidits a forçar Vienna a sortir de la ciutat i el robatori d'una diligència (culpada erròniament a Dancin' Kid) ofereix un pretext perfecte.
Vienna els enfronta, ajudada pel misteriós i acabat d'arribar Johnny Guitar, un guitarrista que tenia programada una entrevista amb ella aquell dia. McIvers dona a Vienna, Johnny Guitar i Dancin' Kid i els seus companys 24 hores per marxar. Johnny resulta ser l'ex-amant de Viena i un pistoler reformat el nom real del qual és Johnny Logan. Es desenvolupa una relació d'amor/odi.
Dancin' Kid i la seva colla roben el banc de la ciutat, on Viena hi és per casualitat, per finançar la seva fugida a Califòrnia, però el pas és bloquejat per una tripulació del ferrocarril que dinamita una entrada i fugen de tornada al seu amagatall secret (una mina de plata) darrere d'una cascada. L'Emma convenç a la gent del poble que Vienna és tan culpable com la resta, i la gent va cap al seu saló.
Sembla que Vienna està guanyant l'enfrontament verbal quan un dels lladres de bancs ferits, un jove anomenat Turkey, és descobert sota una taula. L'Emma convenç als homes de penjar Vienna i Turkey, i crema el saló. A l'últim segon Vienna, encara que no Turkey, se salva de ser penjada per Johnny Guitar. Vienna i el Johnny escapen de la banda i troben refugi al refugi secret de Dancin' Kid.
El grup els rastreja i els dos últims homes de Kid són assassinats per lluites internes; un, Bart, és assassinat per Johnny quan Bart anava a trair i disparar al Kid. El líder del grup, McIvers, demana aturar el bany de sang. Emma desafia a Vienna a un enfrontament i dispara a Viena a l'espatlla; Dancin' Kid crida a l'Emma, però és assassinat per una bala al cap disparada per l'Emma, enfadada i bojament gelosa. Llavors Vienna dispara a Emma al cap. El grup permet a Johnny i a Viena deixar l'amagatall en pau, veient-los anar.

## Repartiment
- Joan Crawford com a Vienna
- Sterling Hayden com a Johnny Guitar (Johnny Logan)
- Mercedes McCambridge com a Emma Small
- Scott Brady com The Dancin' Kid
- Ward Bond com a John McIvers
- Ben Cooper com a Turkey Ralston
- Ernest Borgnine com a Bart Lonergan
- John Carradine com a Old Tom
- Royal Dano com a Corey
- Frank Ferguson com a Marshal Williams
- Paul Fix com a Eddie
- Rhys Williams com a Mr. Andrews
- Ian MacDonald com a Pete
- Robert Osterloh com a Sam

## Producció
Crawford i Nick Ray estaven programats per fer una pel·lícula anomenada Lisbon a Paramount, però el guió va resultar inacceptable. Crawford, que tenia els drets cinematogràfics de la novel·la Johnny Guitar, que el seu autor Roy Chanslor li havia dedicat, va portar el guió a Republic i va fer que l'estudi contractés a Ray per dirigir-ne una adaptació.
Crawford volia Bette Davis o Barbara Stanwyck per al paper d'Emma Small, però eren massa cares. Claire Trevor va ser el següent en ment per al paper, però no va poder acceptar perquè estava lligada a una altra pel·lícula. Finalment, Nicholas Ray va portar a McCambridge.
La majoria de la gent afirmava que era fàcil treballar amb Crawford, sempre professional, generosa, pacient i amable Els problemes entre Crawford i McCambridge van sorgir al principi, però Ray no es va alarmar, d’antuvi. Va trobar que "el cel ha enviat" que no s'agradaven l'un a l'altre i va sentir que s'afegia molt al conflicte dramàtic. Les raons de la disputa sembla que es remunten a una època en què Crawford havia sortit amb el marit de McCambridge, Fletcher Markle. D'acord amb alguns dels altres coprotagonistes, McCambridge va aclarir a Crawford sobre això. A McCambridge també sembla que no li agradava que Crawford i Ray estiguessin enmig d'una aventura. A Crawford, d'altra banda, no li agradava el que ella percebia com una "atenció especial" que Ray estava prestant a McCambridge.
Per empitjorar les coses McCambridge lluitava contra l'alcoholisme durant aquest període, cosa que va admetre més tard que va contribuir als problemes entre ella i Crawford.
Després de la filmació, McCambridge i Hayden van declarar públicament que no els agradava Crawford, McCambridge va titllar Crawford de "una dama mesquina, borratxa, poderosa i d'ou podrit". Hayden va dir en una entrevista: "No hi ha prou diners a Hollywood per atreure'm a fer una altra pel·lícula amb Joan Crawford. I m'agraden els diners".

Crawford, per la seva banda, va dir de McCambridge: "Tinc quatre fills, no necessito un cinquè."
Més tard, Ray va afirmar que Crawford, durant un atac de ràbia en borratxera, va llançar els vestits de McCambridge al carrer. Més tard, Crawford va admetre rient que havia llençat la roba de McCambridge al carrer. Ray també va dir d'aquella època: "En Joan bevia molt i li agradava barallar-se", però que també era "molt atractiva, amb una decència bàsica".

## Mitjans domèstics
El 20 de setembre de 2016, Olive Films va llançar la pel·lícula en Blu-Ray i DVD com a part de la seva programació, Olive Signature. El llançament inclou una introducció d'arxiu de Martin Scorsese, un comentari d'àudio de Geoff Andrews i diversos reportatges.

## Recepció

### Taquilla
Durant la seva funció inicial en sales, Johnny Guitar havia recaptat 2,5 milions de dòlars estatunidencs.

### Reacció crítica
Variety va comentar: "Demostra que [Crawford] hauria de deixar selles i Levis a algú altre i quedar-se amb les llums de la ciutat com a fons. [La pel·lícula] és només una bona peça d'entreteniment. [El guionista] s'involucra tant amb els matisos i les neurosis dels personatges, tot embolicat en diàlegs, que [la imatge] no té mai l'oportunitat d'aixecar-se a la sella... La gent de la història mai aconsegueix molta profunditat, aquesta superficialitat del personatge. estar en desacord amb el pretensiós intent d'anàlisi al qual el guió i la direcció dediquen tant de temps." Bosley Crowther de The New York Times va destacar l'aspecte físic de Crawford, afirmant que "no prové més feminitat d'ella que del rude Heflin a Arrels profundes. Per a la dama, com de costum, és tan asexuat com els lleons dels graons de la biblioteca pública i tan afilat i romànticament prohibitiu com un paquet de fulles d'afaitar sense embolicar". A més, va comentar que la pel·lícula no era més que un "passeig pla -o un passeig ocasional- de clixés western... El color és una mica horrible i el paisatge d'Arizona és just. Deixem-ho com un fiasco. La senyoreta Crawford se'n va anar."
Harrison's Reports va elogiar la pel·lícula com "una de les millors pel·lícules d'aquest tipus. Filmada amb el que és sens dubte el millor exemple de fotografia Trucolor fins ara mostrada, la seva barreja de romanç, odi i violència crida l'atenció. tot i que està sobrecarregada amb una sèrie de passatges "parlants". No obstant això, això no és un defecte greu i es podria corregir amb un tall assenyat del temps d'execució força llarg."

### Reavaluació crítica
Segons Martin Scorsese, el públic estatunidenc contemporani "no sabia què fer-ne, així que o ho ignoraven o se'n riuen". El públic europeu, en canvi, al no tenir els mateixos prejudicis que el públic estatunidenc, va veure Johnny Guitar pel que era: "una pel·lícula intensa, poc convencional, estilitzada, plena d'ambigüitats i subtextos que la van fer extremadament moderna". Durant la seva estrena a l'estranger, la pel·lícula va ser elogiada pels crítics d'aleshores Jean- Luc Godard i François Truffaut que van escriure ressenyes a la revista de cinema francesa Cahiers du Cinéma'. Truffaut va descriure a més la pel·lícula com "La bella i la bèstia dels westerns, un somni western". Va quedar especialment impressionat per l'extravagància de la pel·lícula: els colors atrevits, la poesia del diàleg en determinades escenes i la teatralitat que fa que els vaquers desapareguin i morin "amb la gràcia de les ballarines".

En el seu llançament de Mujeres al borde de un ataque de nervios el 1988, el director espanyol Pedro Almodóvar va retre homenatge a la pel·lícula. El seu personatge principal, Pepa Marcos (Carmen Maura), una artista de veu, es desmaia mentre dobla la veu de Viena en una escena on Johnny (amb la veu anterior, Iván, l'ex-amant de Pepa) i Viena brollen sobre el seu passat conflictiu. La pel·lícula d'Almodóvar també acaba amb una persecució i una dona obsessionada disparant al seu personatge principal. El 2012, el director de cinema japonès Shinji Aoyama va classificar Johnny Guitar com una de les millors pel·lícules de tots els temps. Va dir: "Johnny Guitar és l'única pel·lícula que m'agradaria refer algun dia, tot i que sé que és impossible. Probablement estigui més a prop del pitjor malson que puc tenir. Sé del cert que el meu desig de refer aquesta pel·lícula prové del meu pensament deformat que vull refer el meu propi malson."
Al lloc web de ressenyes Rotten Tomatoes, la pel·lícula té una puntuació d'aprovació del 93% amb una puntuació mitjana de 8,52/10 basada en 45 crítics. El consens crític del lloc web diu: "Johnny Guitar avança amb confiança a través de les convencions del gènere, emergint amb una declaració brillant que transcendeix la seva època, i va deixar una empremta indeleble."
La pel·lícula és reconeguda per l'American Film Institute en aquestes llistes:
- 2003: AFI's 100 Years...100 Heroes & Villains:
  - Emma Small – Nominada vilana[29]
- 2008: AFI's 10 Top 10:
  - Nominada pel·lícula western[30]